# Eledone schultzei
Eledone schultzei is een inktvissensoort uit de familie van de Eledonidae. De wetenschappelijke naam van de soort werd voor het eerst geldig gepubliceerd in 1910 door Hoyle.